# Thrincotropis
Thrincotropis is een geslacht van rechtvleugeligen uit de familie Pamphagidae. De wetenschappelijke naam van dit geslacht is voor het eerst geldig gepubliceerd in 1899 door Saussure.

## Soorten
Het geslacht Thrincotropis omvat de volgende soorten:
- Thrincotropis caffra Saussure, 1899
- Thrincotropis capensis Miller, 1932
- Thrincotropis karruensis Brown, 1960
- Thrincotropis trilobata Miller, 1932